# فرحان (اسم)
فرحان هو اسم علم مذكر من أصل عربي، ومعناه هو صفة مشبهة، على وزن فعلان السعيد المسرور المستبشر الدائم الفرح.

## شخصيات تحمل الاسم
- فرحان أبو بكر (لاعب كرة قدم ماليزي، 14 فبراير 1993 – )
- فرحان أبو زيد (12 نوفمبر 1679 – 20 مارس 1767[3][4])
- فرحان أختر (9 يناير 1974[5] – )
- فرحان أيوب (لاعب كركيت باكستاني، 27 مارس 1985 – )
- فرحان السعدي (1856 – 22 نوفمبر 1937)
- فرحان حساني (لاعب كرة قدم مقدوني، 18 يونيو 1990[6] – )
- فرحان خان (لاعب كركيت باكستاني، 19 أكتوبر 1975 – )
- فرحان شكور (لاعب كرة قدم عراقي، 15 أكتوبر 1995[7] – )
- فرحان عادل (لاعب كركيت باكستاني، 25 سبتمبر 1977 – )
- فرحان فرحان (24 أكتوبر 1996 – )

## وصلات خارجية
- موسوعة السلطان قابوس لأسماء العرب نسخة محفوظة 5 أبريل 2019 على موقع واي باك مشين.